# 위험한 남자
위험한 남자(A Dangerous Man)는 미국에서 제작된 키오니 왁스먼 감독의 2009년 액션, 스릴러 영화이다. 스티븐 시걸 등이 주연으로 출연하였고 데보라 가블러 등이 제작에 참여하였다.

## 출연

### 주연
- 스티븐 시걸
- 마이크 도퍼드

### 조연
- 마르라이나 마
- 비탈리 크레브첸코
- 제시 허치
- 테리 첸
- 바이런 만
- 바이런 로슨
- 제리 웨저먼
- 숀 C. 오어
- 빈센트 쳉
- 댄 리주토
- 프레이저 앳체슨
- 에이단 디
- 클레이 버튜
- 다릴 슈틀워스
- 돈 맥케이
- 사라 디킨스
- 에두아르 위츠크
- 로빈 닐슨
- 케빈 오그레디
- 지넷티 안토니오
- 이안 맥큐
- 리처드 채프먼 주니어
- 밥 건터
- 데이빗 코즈루바
- 켓 터튼
- 알렉산더 맨드라
- 앤드류 리암 프링글
- 패트릭 사본구이
- 휴고 스틸

## 제작진
- 프로듀서: 마이클 Z. 고든
- 협력프로듀서: 로즈 콜린스
- 협력프로듀서: 로버트 크립펜
- 협력프로듀서: 클라이브 에드워즈
- 협력프로듀서: 에일린 호터
- 조감독: 로버트 크립펜
- 조감독: 라이언 코스민카
- 조감독: 브래드 메드허스트
- 조감독: 숀 패트릭 머피
- 조감독: 로버트 S. 웨버
- 조감독: 라우로 차트랜드
- 미술: 시드니 샤프
- 세트: 알렉산드라 로젝
- 의상: 안드리아 드스로체스
- 분장부문: 리안 샤레트
- 분장부문: 자넬라 처칠
- 분장부문: 마저리 우드
- 분장부문: 아만다 쿠릭
- 분장부문: 라인 드놈미
- 분장부문: 제랄드 기븐스
- 분장부문: 로렌 존스
- 분장부문: 제니퍼 킵스
- 분장부문: 웨인 러셀
- 배역: 주디 리
- 프로덕션매니저: 쉐어 하누시악
- 프로덕션매니저: 에일린 호터